# Empis kazakhstanica
Empis kazakhstanica är en tvåvingeart som beskrevs av Chvala 1999. Empis kazakhstanica ingår i släktet Empis och familjen dansflugor. Inga underarter finns listade i Catalogue of Life.